# 白地城

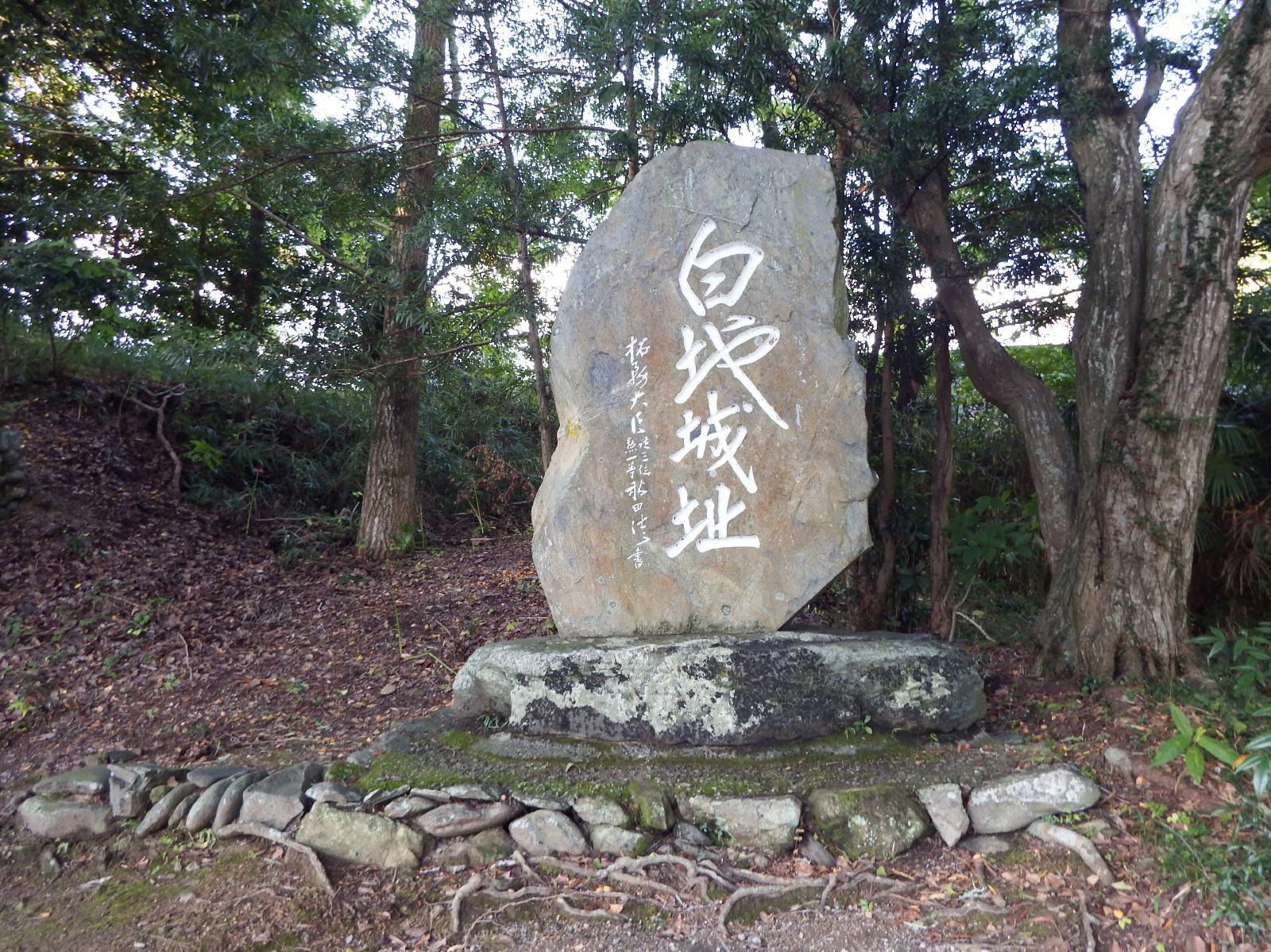
白地城址碑

白地城（はくちじょう）は、阿波国三好郡白地（現在の徳島県三好市池田町白地）にあった日本の城。三好市指定史跡。

## 概要
土佐国の戦国大名・長宗我部元親が四国統一の拠点とした城として知られる。
四国の中央部の山間地に立地し、西の境目峠を越えると伊予国、北の猪ノ鼻峠を越えると讃岐国、東の吉野川を下ると徳島平野を中心とする阿波国の中心部、南に吉野川をさかのぼると土佐国と、四国の十字路といえる位置にあった。

## 歴史
建武2年(1335年)、田井荘(池田町)の荘官・近藤京帝がこの地に城を構える。郷名の大西の名を取り大西氏に改姓し、以来8代(約250年)にわたって統治した。
南北朝時代から戦国時代にかけては、白地城を中心とした一帯は大西氏が支配し、阿波の守護大名である細川氏、戦国時代にはその細川氏から実権を奪った三好氏に服属した。
天正5年（1577年）、四国統一を狙う長宗我部元親が、その地理的重要性に目をつけ攻略。時の城主大西覚養は讃岐国麻城へ落ち延びた。『元親記』には元親の発言として「先づはこの大西さへ手に入り候へば阿讃伊予三ヶ国の辻にて何方へ取り出づべくも自由なりと満足し給ひけり」とある。
天正13年(1585年)、豊臣秀吉の四国攻めの際には長宗我部氏の防衛拠点として使われ、長宗我部氏が戦いに敗れて土佐へ退いた際に廃城となった。
廃城後、地域の拠点としての役割は、近くの大西城が持つこととなった。

## 遺構
昭和後期まで曲輪、堀、武者走りなどの遺構が多く残っていたが、かんぽの宿（現、あわの抄）の建設に当たってほとんどの遺構が破壊された。現在は周辺にわずかに土塁や切岸が残る。
あわの抄の敷地の南側に隣接した白地児童公園の一角に、白地城址の石碑と大西神社がある。

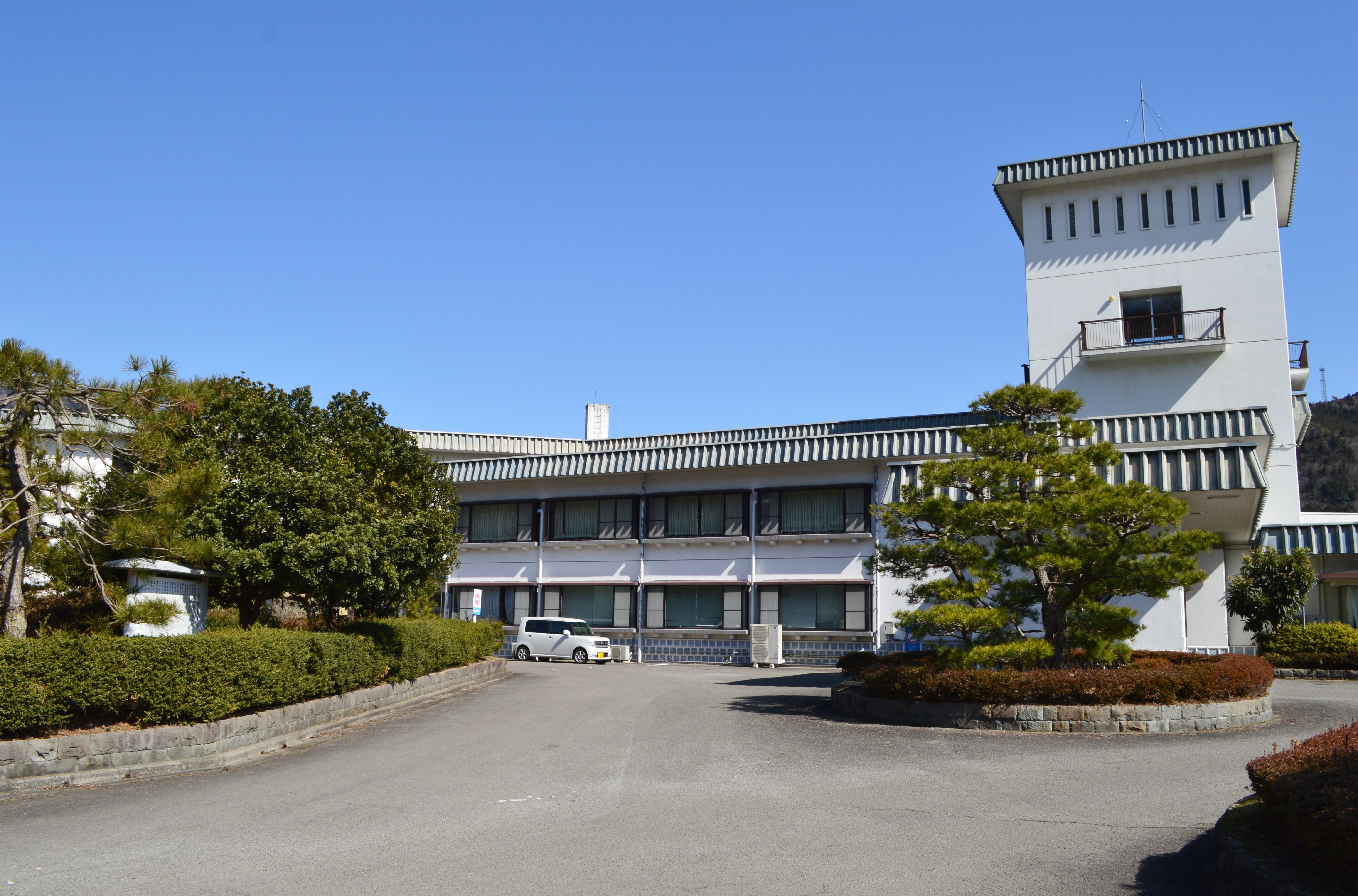
城跡上に所在するあわの抄（画像左端に白地城説明板）
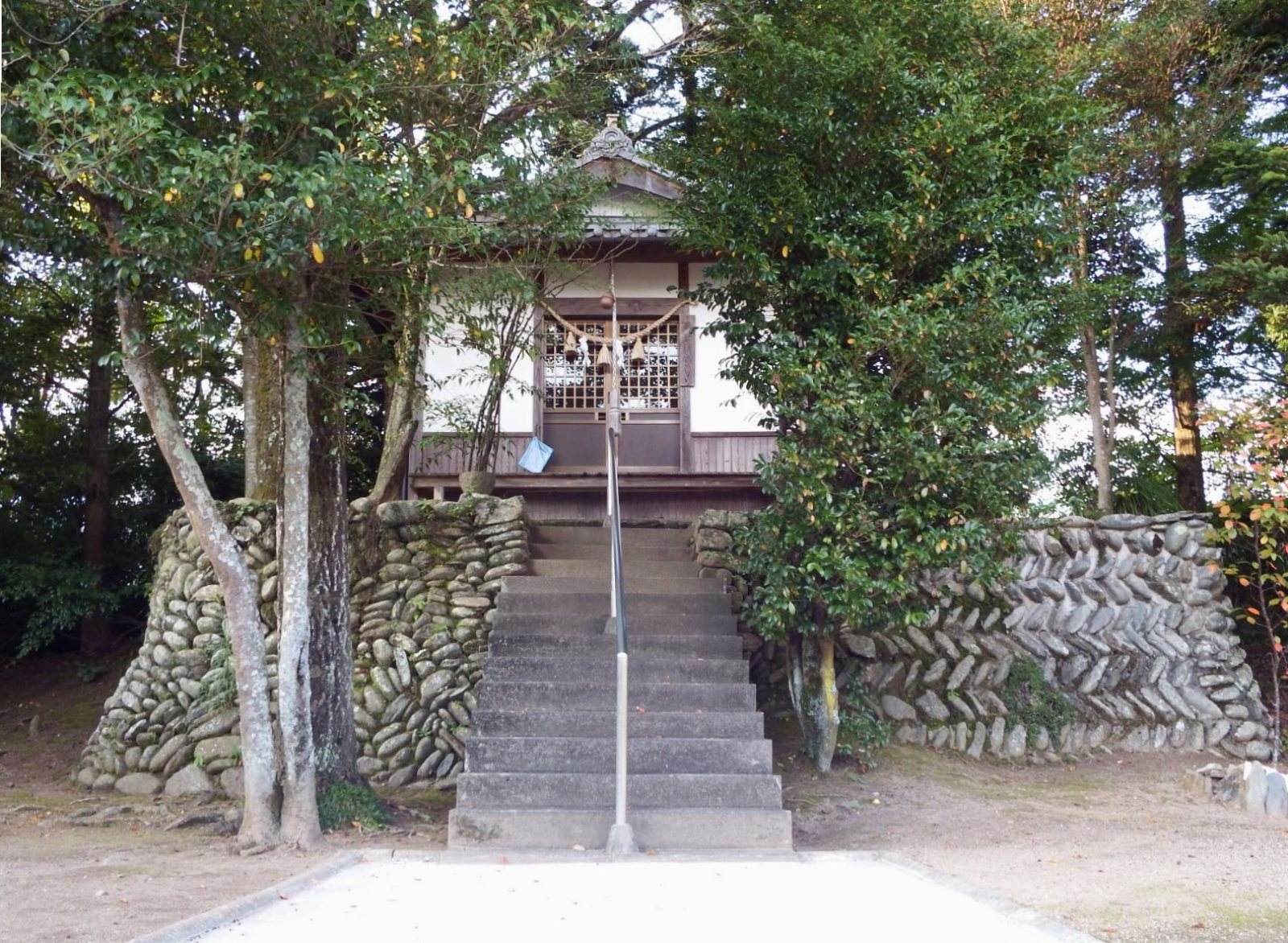
大西神社